# Pernat
Pernat je naselje na otoku Cresu. Administrativno, naselje pripada gradu Cresu.

## Zemljopisni položaj
Nalazi se zapadno od Valunskog zaljeva, na nadmorskoj visini od oko 240 metara.
Najbliža naselja su Zbičina i Valun (3 km jugoistočno). Mjesto je s ostatkom otoka prometno povezano cestom koja vodi kroz susjednu Zbičinu.

## Stanovništvo
Prema popisu iz 2001. godine, naselje ima 11 stanovnika.
| broj stanovnika | 175   | 176   | 156   | 143   | 155   | 147   | 144   | 154   | 126   | 113   | 67    | 50    | 33    | 19    | 11    | 8     | 2     |
|                 | 1857. | 1869. | 1880. | 1890. | 1900. | 1910. | 1921. | 1931. | 1948. | 1953. | 1961. | 1971. | 1981. | 1991. | 2001. | 2011. | 2021. |

## Vanjske poveznice

### Sestrinski projekti
|  | Zajednički poslužitelj ima još gradiva o temi Pernat |

### Mrežna sjedišta
- Grad Cres: Naselja na području grada Cresa